# Condado de San Mateo de Valparaíso
El Condado de San Mateo de Valparaíso es un título nobiliario español creado el 14 de agosto de 1727 por el rey Felipe V a favor de Fernando de la Campa-Cos y Cos, Alcalde de Zacatecas, en Nueva España.
Su denominación hace referencia a la hacienda "San Mateo de Valparaíso", propiedad de Fernando de la Campa y Cos, situada al sureste de Zacatecas, México.

## Condes de San Mateo de Valparaíso
|                                          | Titular                                                | Periodo               |
| Creación por Felipe V                    | Creación por Felipe V                                  | Creación por Felipe V |
| ---------------------------------------- | ------------------------------------------------------ | --------------------- |
| I                                        | Fernando de la Campa-Cos y Cos                         | 1727-1742             |
| II                                       | Ana María de la Campa-Cos y Ceballos                   | 1742-1804             |
| III                                      | Juan Nepomuceno de Moncada y Berrio                    | 1804-1850             |
| IV                                       | Juan Isidoro de Moncada y Hurtado                      | 1850-1894             |
| Rehabilitación por Alfonso XIII, en 1923 |                                                        |                       |
| V                                        | María de la Concepción de la Viesca y Roiz de la Parra | 1923- 1925            |
| VI                                       | Francisco Carlos de Silvela y de la Viesca             | 1925-1946             |
| VII                                      | Francisco Carlos de Silvela y Pidal                    | 1946-1955             |
| VIII                                     | Álvaro Silvela de la Viesca y Casado                   | 1955-1972             |
| IX                                       | Concepción Viviana Silvela de la Viesca y Pfefferle    |                       |
| X                                        | Gerardo Roiz de la Parra Mac-Pherson                   | ? - 1987              |
| XI                                       | Gerardo Roiz de la Parra y González-Mogena             | 1987-actual titular   |

## Historia de los condes de San Mateo de Valparaíso

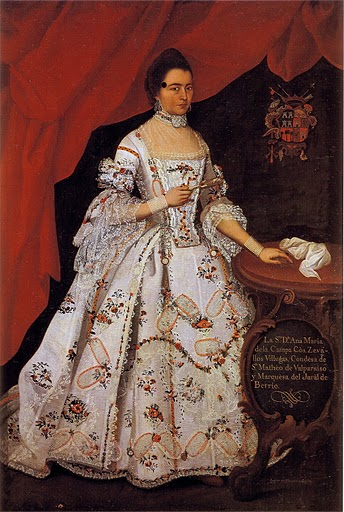
Ana María de la Campa y Cos II Condesa de San Mateo de Valparaiso

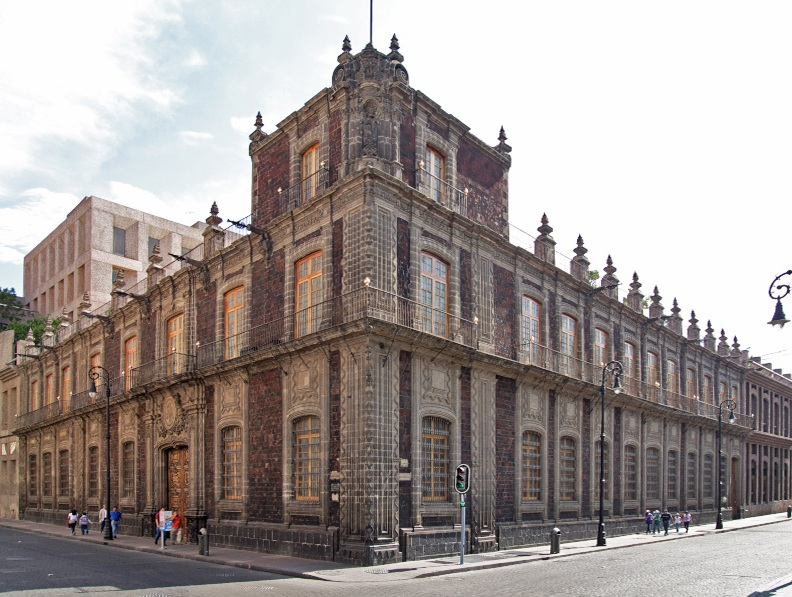
Palacio de los Condes de San Mateo de Valparaiso, en México D.F. Actualmente llamado Foro Valparaiso

- Fernando de la Campa y Cos (1676-1742), I conde de San Mateo de Valparaíso.

1. Casó con María Rosalía Dozal, con quien tuvo dos hijas.
2. Casó con Isabel de Ceballos y Villegas. Le sucedió, de su segundo matrimonio, su hija:

- Ana María de la Campa-Cos y Ceballos, II condesa de San Mateo de Valparaíso.

1. Casó con Miguel de Berrio y Zaldívar, I marqués de Jaral del Berrio. Le sucedió, de su hija Mariana de Berrio y de la Campa Cos, II marquesa de Jaral del Berrio que casó con Pedro de Moncada y Branciforte, I marqués de Villafont, el hijo de ambos, por tanto su nieto:

- Juan Nepomuceno de Moncada y Berrio (1781-1850), III conde de San Mateo de Valparaíso, III marqués de Jaral del Berrio, II marqués de Villafont.

1. Casó con Antonia María Sesma y Sesma.
2. Casó con Teodora Hurtado Tapia. Le sucedió, de su segunda esposa, su hijo:

- Juan Isidoro de Moncada y Hurtado Berrio, IV conde de San Mateo de Valparaíso, IV marqués de Jaral del Berrio, III marqués de Villafont.

1. Casó con Guadalupe Fernández de Córdoba.

Rehabilitación en 1923:
- María de la Concepción de la Viesca y Roiz de la Parra (1865-.), V condesa de San Mateo de Valparaíso, I marquesa de Santa María de Silvela, hija de Federico Viesca y de la Sierra, I marqués de Viesca de la Sierra, I vizconde de Nava del Rey (denominado anteriormente Nava de la Libertad).

1. Casó con Francisco Agustín Silvela y Casado. Le sucedió su hijo:

- Francisco Carlos de Silvela y de la Viesca (1889-1946), VI conde de San Mateo de Valparaíso, II marqués de Santa María de Silvela.

1. Casó con María de las Mercedes Pidal y Bernaldo de Quirós. Le sucedió su hijo:

- Francisco Carlos de Silvela y Pidal († en 1955), VII conde de San Mateo de Valparaíso, III marqués de Santa María de Silvela. Soltero. Sin descendientes. Le sucedió el hermano de su padre, su tío:

- Álvaro Silvela de la Viesca y Casado (1899- Madrid, 17/04/1972.), VIII conde de San Mateo de Valparaíso, IV marqués de Santa María de Silvela, V marqués del Castañar.

1. Casó con Liselotte-Isabel de Pfefferle y Kurz-Deissler. Dama de Justicia de la S.M. Orden Constantiniana de San Jorge. Murió en Madrid el 3/05/2008. Le sucedió su hija:

- Concepción Viviana Silvela de la Viesca y Pfefferle, IX condesa de San Mateo de Valparaíso. Soltera. Sin descendientes. Murió en Madrid, el 18/04/2017. Le sucedió:

- Gerardo Roiz de la Parra y Mac-Pherson, X conde de San Mateo de Valparaíso. Expedida Carta en 23/09/1982. Casó con Margarita  González-Mogena y Ruiz. Le sucedió su hijo:

- Gerardo Roiz de la Parra y González-Mogena, XI conde de San Mateo de Valparaíso.